# Eucriotettix tenuis
Eucriotettix tenuis är en insektsart som först beskrevs av Günther, K. 1936.  Eucriotettix tenuis ingår i släktet Eucriotettix och familjen torngräshoppor. Inga underarter finns listade i Catalogue of Life.